# Копьонкін Іван Йосипович
Іва́н Йо́сипович Копьо́нкін (1917—1942) — радянський російський партизан, Герой Радянського Союзу.

## Життєпис
Народився 1917 року в селі Новобокіно сучасної Рязанської області у родині селян-бідняків. Протягом 1926—1933 років з батьками проживав у місті Грозний, де його батько працював на нафтопромислах. 1932-го закінчив 8 класів, по тому — фабрично-заводську школу; від 1934-го працював бурильником у тресті «Грознафта». Згодом родина повертається додому, працював в колгоспі, на молокозаводі, в міжрайконторі. Після перебування в лавах Червоної армії (на кордоні з Румунією) розпочав службу в робітничо-селянській міліції, пройшов шлях від рядового до старшого лейтенанта держбезпеки. Працював у сільській раді села Татарбунари (в сучасності місто Одеської області), брав участь у заходах по виявленню і затриманню іноземних агентів. Від 1941 року мешкав у місті Запоріжжя.
На початку німецько-радянської війни сформував в основному із міліціонерів та чекістів партизанський загін ім. Будьонного, в кінці вересня загін опинився за лінією фронту. У листопаді 1941-го з боями зробив рейд по Харківській й Полтавській областях, діяли і в Сумській. До 15 січня 1942 року загін здійснив 10 бойових операцій.
В травні загін розпочав другий похід з району Нової Водолаги, було знищено один із нацистських концентраційних таборів та визволено полонених червоноармійців. Артилерія противника почала вести вогонь прямою наводкою, Копьонкін підняв партизанів у лобову атаку, було захоплено батарею та відкрито вогонь по нацистах. Противник увів в бій 4 танки й свіжий піхотний підрозділ, партизани відступили. У цьому бою Копьонкін був поранений. Останній бій загону відбувся біля міста Ізюм, ті, що вижили, потрапили до Барвінківського табору полонених. В полоні Іван Копьонкін й загинув.
З дружиною Бабаєвою Пелагеєю Степанівною виховали сина Олександра й доньку Валентину.

## Нагороди та вшанування
- Герой Радянського Союзу (18.5.1942)[1] (рос.)
- орден Леніна
- на честь Івана Копьонкіна названі вулиці в Запоріжжі (була), Новій Мерефі, Новому Запоріжжі.
- на адміністративній будівлі ВАТ «Запоріжсталь», де в 1941-му формувався партизанський загін, встановлено меморіальну дошку.